# Municipalidade Regional de Durham
A Municipalidade Regional de Durham (população: aproximadamente 525 mil habitantes) é uma região administrativa da província canadense de Ontário, localizado a leste de Toronto. Possui uma área de aproximadamente 2,5 mil quilômetros quadrados, e inclui as cidades secundárias (towns) de Pickering, Ajax, Oshawa, Whitby e Clarington, bem como as municipalidades de Uxbridge, Scugog e Brock. Durham faz parte da região metropolitana de Toronto. A capital de Durham é Whitby. A Municipalidade Regional de Durham foi estabelecido em 1974.